# Hans-Jürgen Becker (Judaist)
Hans-Jürgen Becker (* 1956 in Oberhausen) ist ein deutscher Judaist und Hochschulprofessor.

## Leben
Von 1975 bis 1980 studierte Becker evangelische Theologie in Göttingen und nach dem ersten theologischen Examen von 1980 bis 1985 jüdische Geschichte und Literatur an der Hebräischen Universität Jerusalem. Nach dem Gemeindevikariat der Hannoverschen Landeskirche in Groß Lengden war er von 1985 bis 1994 wissenschaftlicher Mitarbeiter an der Übersetzung der Hekhalot-Literatur, danach an der synoptischen Edition des Talmud Yerushalmi, Projekte der DFG am Institut für Judaistik der Freien Universität Berlin. Nach der Promotion zum Dr. theol. 1988 an der Kirchlichen Hochschule Berlin war er von 1994 bis 1997 wissenschaftlicher Assistent bei Peter Schäfer und Mitarbeiter der Arbeitsstelle für Hebräische Textforschung und des Leibnizprojekts „Der Talmud Yerushalmi im griechisch-römischen Kontext“ am Institut für Judaistik der Freien Universität Berlin. Nach der Habilitation 1996 an der FU Berlin für das Fach Judaistik lehrt er seit 1997 als Professor für Neues Testament und antikes Judentum und Leiter des Instituts für Judaistik an der Georg-August-Universität Göttingen. Er ist Mitglied des Verbands der Judaisten in Deutschland und der European Association for Jewish Studies.
Seine Forschungsschwerpunkte sind rabbinische Literatur und Theologie, intertextuelle Exegese des Neuen Testaments, frühe jüdische Mystik, Kabbala, Chassidismus und deutsch- und hebräischsprachige jüdische Literatur des 20. Jahrhunderts.
Im Frühjahr 2024 trat Becker in den Ruhestand.